# Kisdisznód
- Anna Arhire szólaltatja meg (2008. augusztus 2.)

Nem tudod lejátszani a fájlt?

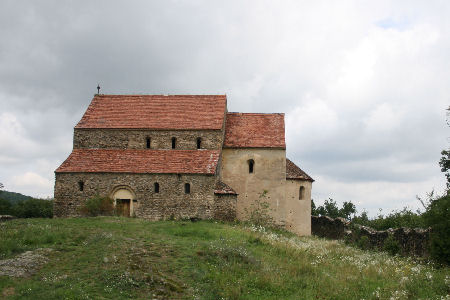
A hegyi templom

Kisdisznód (románul Cisnădioara, németül Michelsberg) falu Romániában, Erdélyben, Szeben megyében.

## Fekvése
Nagyszebentől 12 km-re dél–délnyugatra, a Csindrel-hegység aljában fekszik.

## Nevének eredete
Magyar és román neve is Nagydisznódra utal. Először latinos alakban említették 1223-ban, sancti Michaelis néven. További történeti névalakjai: Michelsperg (1488), Csisznadia-mik és Michelsdorf (1501), Csiznedioara (1850).

## Története
Eredetileg Fehér vármegyéhez tartozó szász falu volt, valószínűleg a 12. század végén alapították.
1223-ban a falut hegyen álló templomával együtt a kerci apátság kapta meg. Később, amikor Mátyás király 1474-ben feloszlatta az apátságot, Nagyszeben városa alá rendelték s ettől kezdve Szebenszékhez, 1876-tól pedig Szeben vármegye Nagydisznódi járásához tartozott.
1658-ban a törökök égették föl a falut és megpróbálkoztak a hegyi templom ostromával is (ez volt a templom történetének egyetlen ostroma). 1705-ben a labancok fosztották ki és gyújtották föl.
Gyümölcstermesztéséről és népi háziiparáról (kosár- és szalmakalapfonás) volt híres. 1873-ban egy kisdisznódi ház szolgált a bécsi világkiállításon felépített „szász” parasztház modelljéül.
Régen a nagydisznódiak kedvelt kirándulóhelye volt, ma sok nagyszebeni vásárol vagy épít benne hétvégi házat.

## Népessége
- 1850-ben 769 lakosából 752 volt német nemzetiségű és 752 evangélikus vallású.
- 2002-ben 345 lakosából 245 volt román, 95 német és 5 magyar nemzetiségű; 230 ortodox, 96 evangélikus és 5 református vallású.

## Látnivalók
- A 88 m magas, a falu által körbeölelt Michelsberg tetején áll az evangélikus ún. hegyi templom. A 12–13. század fordulóján épült, így a legrégibb fennmaradt erdélyi szász építmény. Tiszta román stílusú. Bélletes nyugati kapuja különösen figyelemre méltó. 1425-ben készült Madonnáját ma a nagyszebeni Brukenthal Múzeum őrzi. Részben ma is álló kerítőfala 15. századi, egykor védőtornyok is tartoztak hozzá. A faluban álló templom megépülése után főként mentsvárként szolgálta seregek átvonulása idején, valamint itt tárolták a lakosság élelmiszerkészleteit. Festett karzata 1709-ből való.
- A faluban álló templommal szemközt néprajzi kiállítás.
- A faluban álló evangélikus templom gótikus tornya 1428-ban, a templomhajó 1764-ben épült. Orgonája 1723-ból való és a legrégibb, ma is működő orgona Romániában.
- A Silberbach völgyében a felekiekhez hasonló gömbkövek találhatóak. Régen minden nősülés előtt álló legénynek egy ilyen gömbkövet kellett felgörgetnie a hegyi templomba. Ezeket ostrom esetén be lehetett volna vetni a támadók ellen. A kövek ma is láthatóak a templomban.
- A Béka-szikla (Halbe Stein) egy kréta kori mészkőképződmény, amely bizarr formáját a kővágóknak köszönheti, akik malomkőnek való darabokat hasítottak ki belőle.

## Rendezvények
- 2006 óta nyaranként itt rendezik meg az IConArts (International Contemporary Arts) művésztáborát. Ezen többféle zenei kurzusra kerül sor és a zenészek a hegyi templomban tartanak koncerteket.
- A falu a helyszíne a romániai kanárik éves énekversenyeinek.

## Híres emberek
- 1526 után a falu plébánosa volt Heltai Gáspár.

## Képek

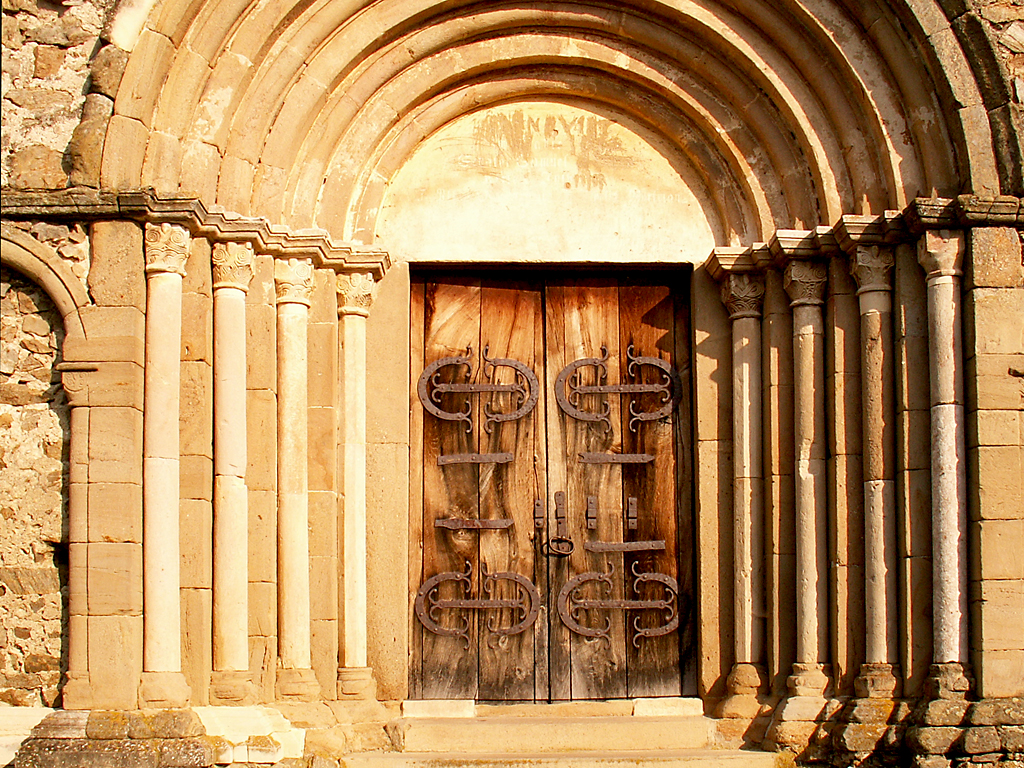
A hegyi templom nyugati kapuzata
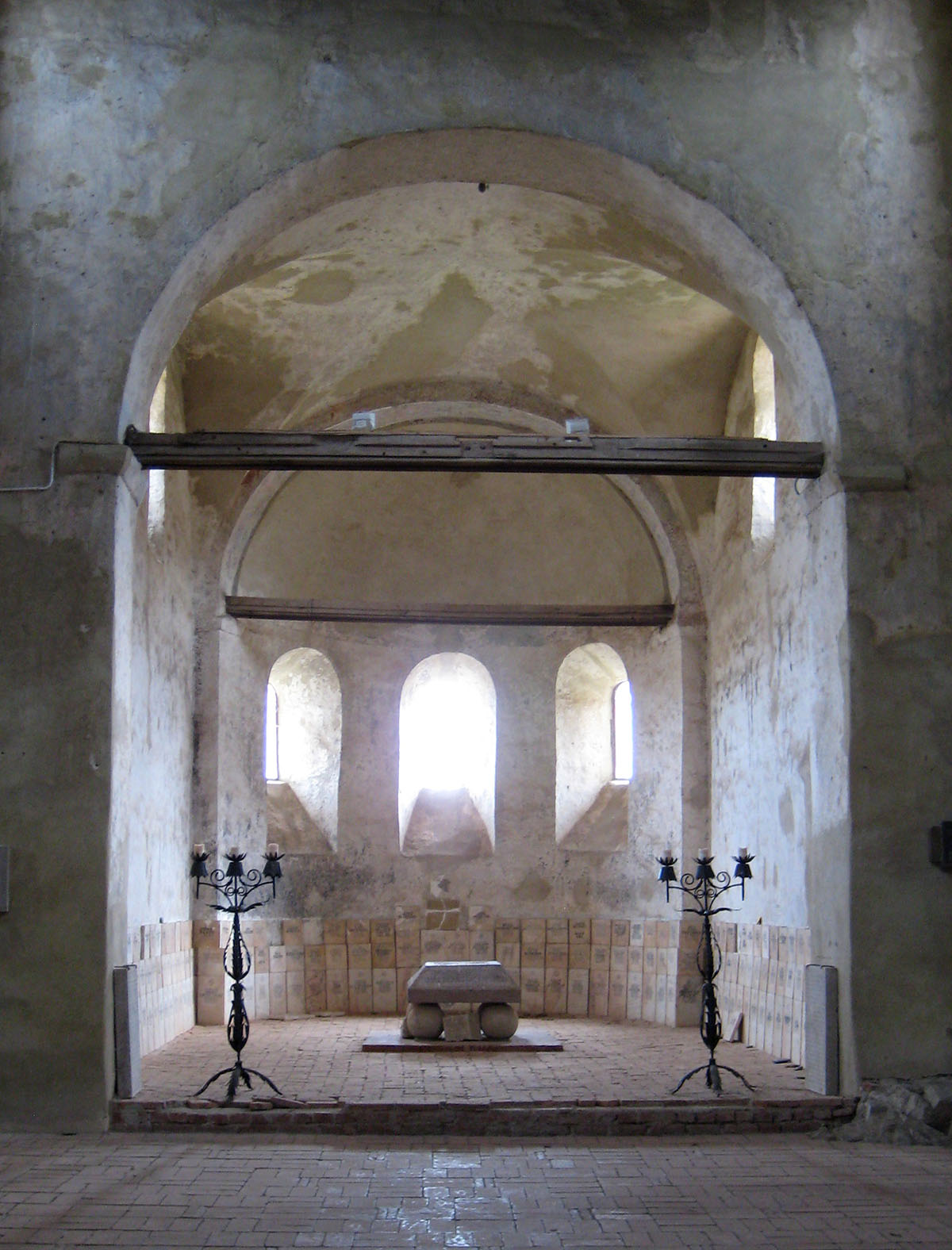
A hegyi templom apszisa
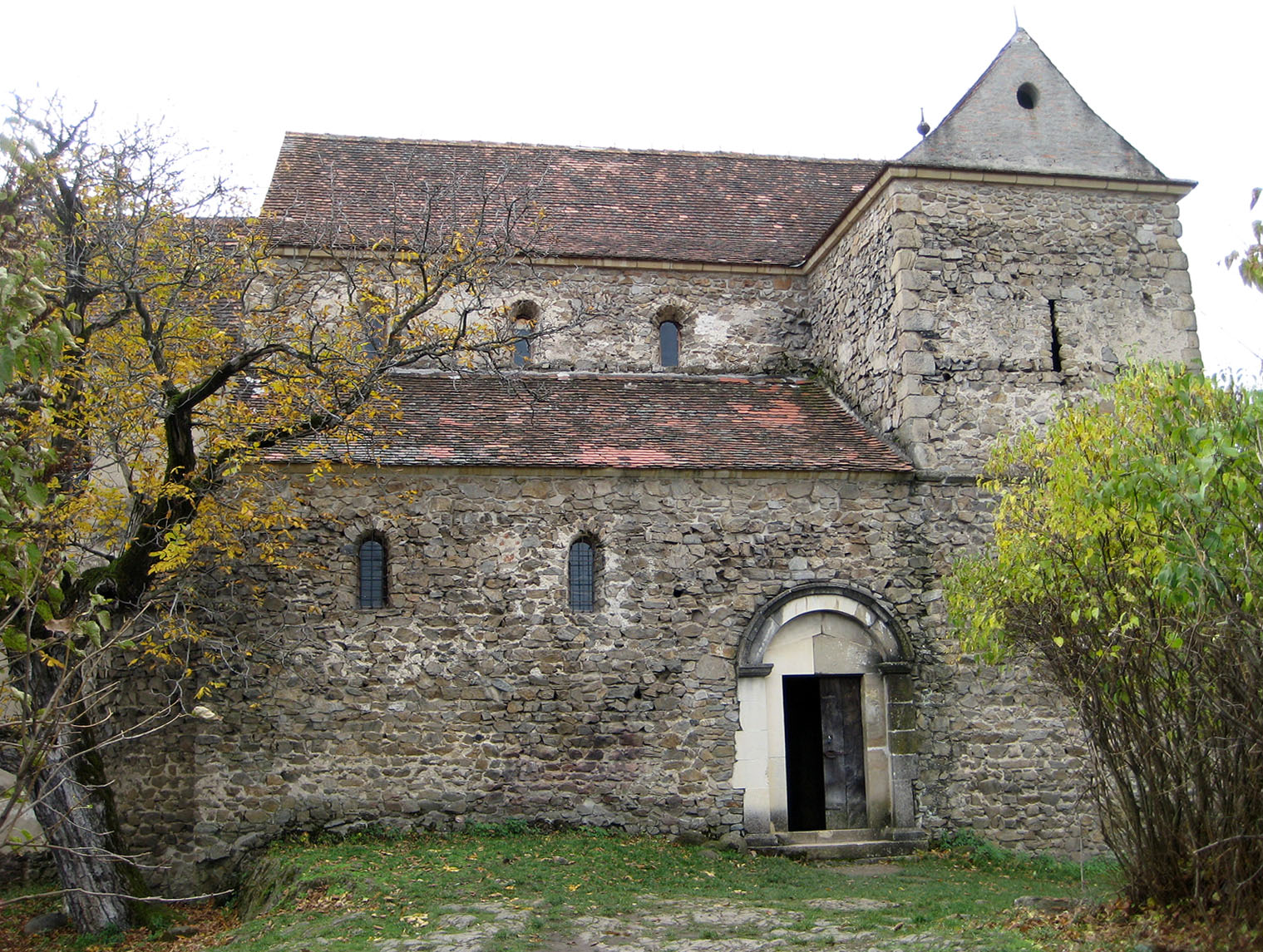
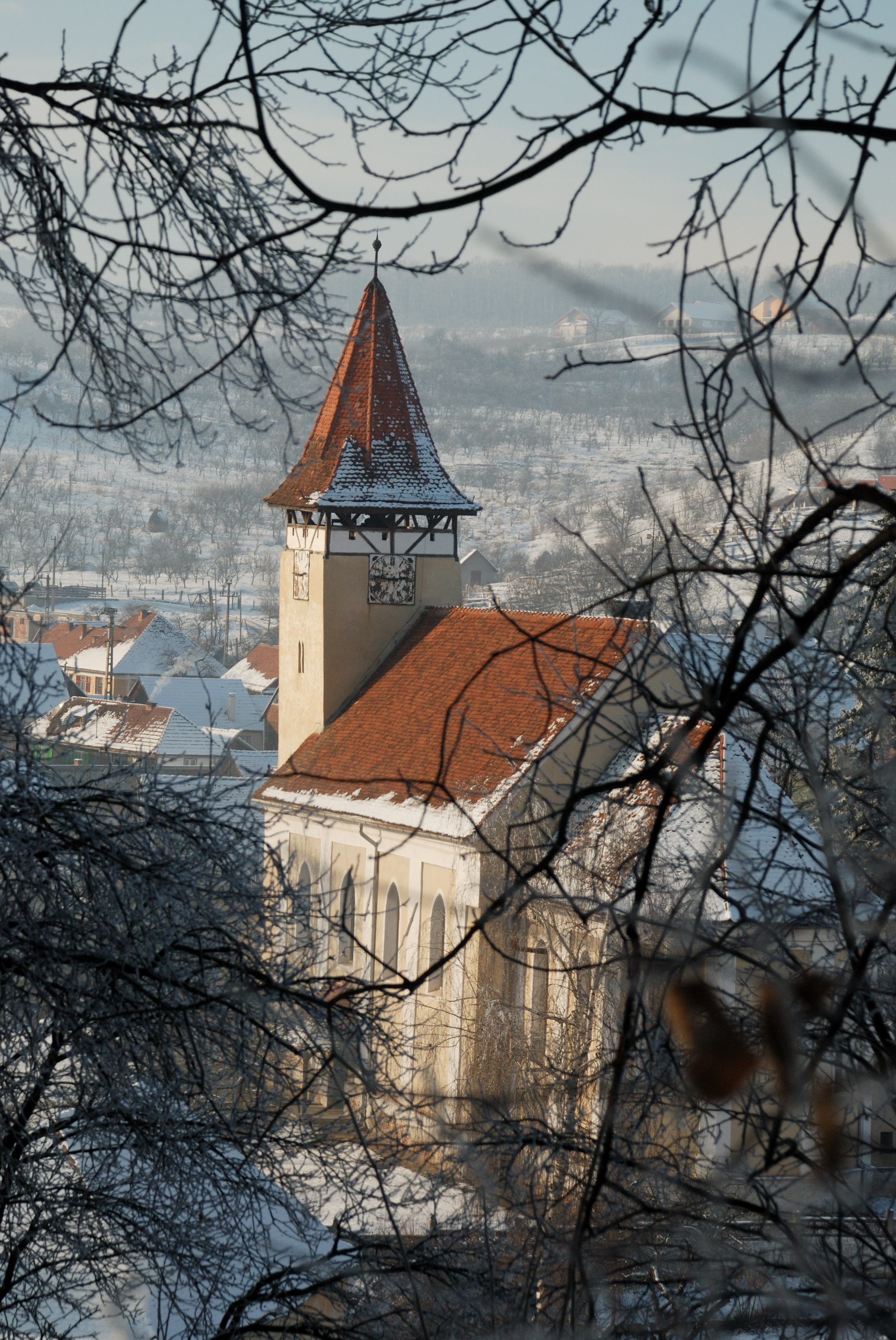
A falusi templom
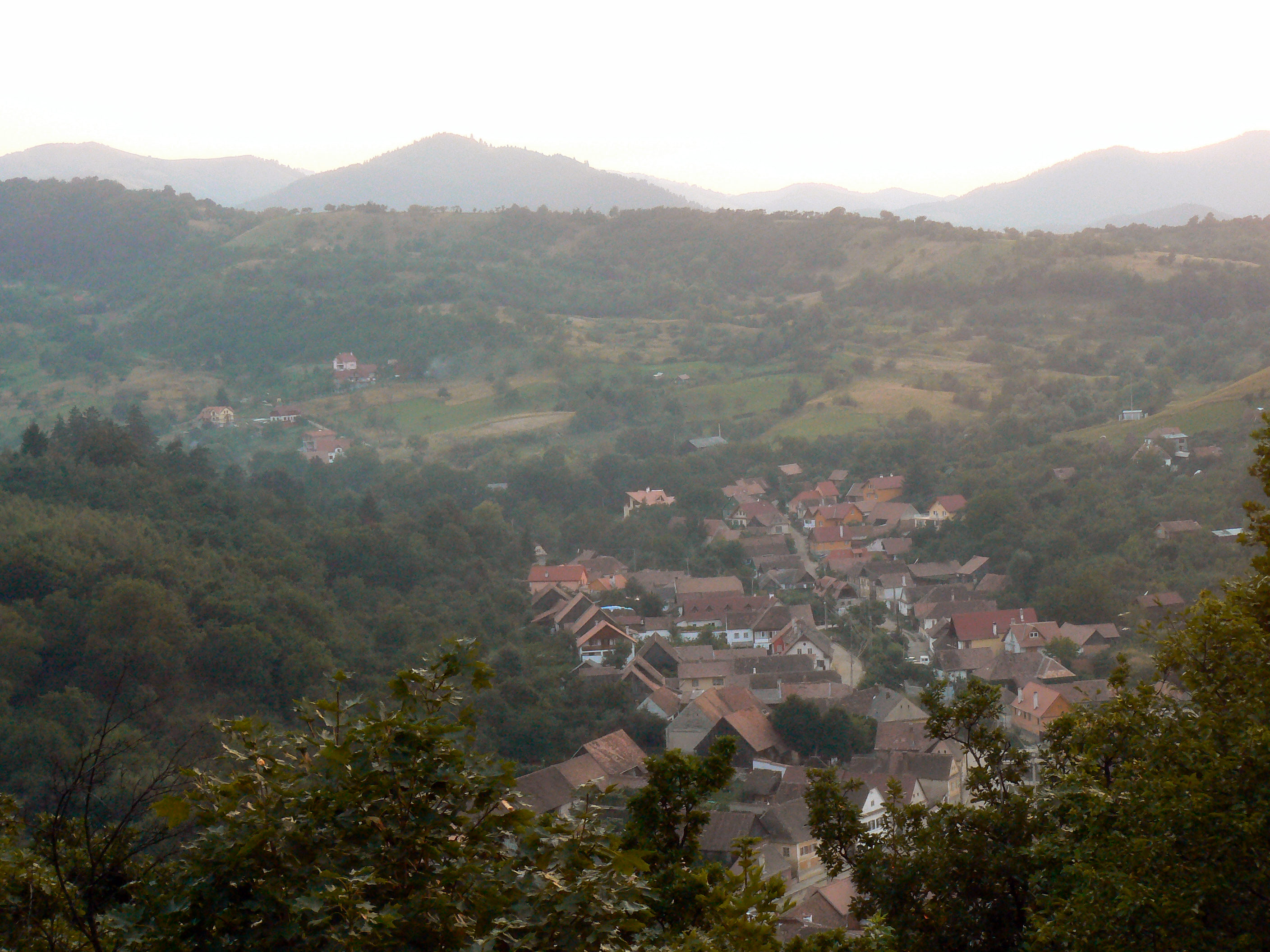
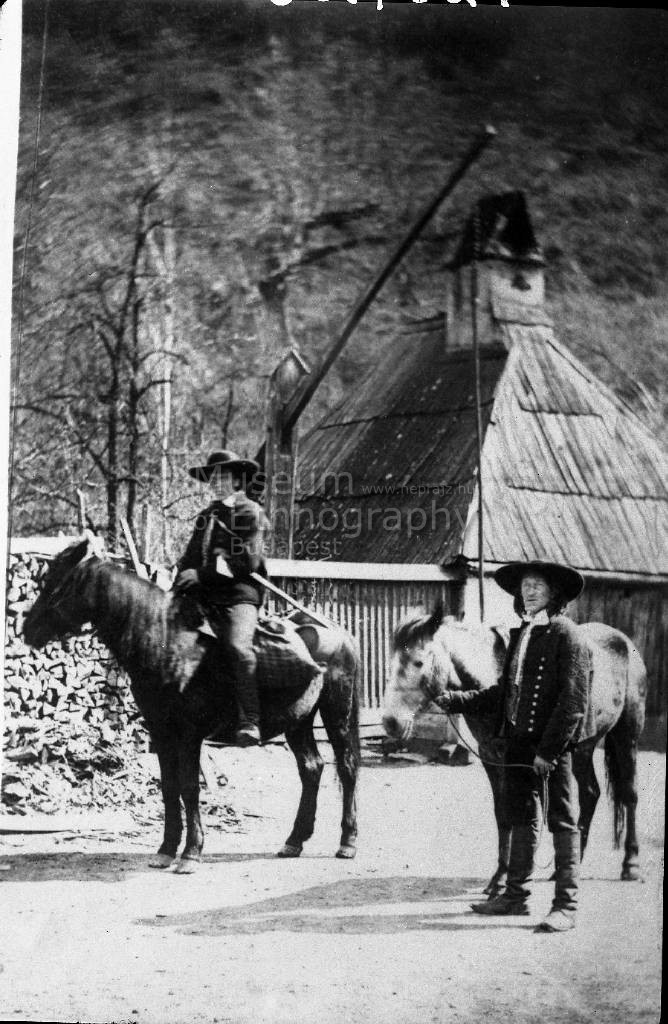
Kisdisznódi legények az 1860-as években